# Штрас-им-Штрассертале
Штрас-им-Штрассертале (нем. Straß im Straßertale) — ярмарочная коммуна (Marktgemeinde) в Австрии, в федеральной земле Нижняя Австрия.
Входит в состав округа Кремс. Население — около 1,7 тыс. человек. Занимает площадь 22,49 км². Официальный код — 31346.

## Политическая ситуация
Бургомистр коммуны — Вальтер Харауэр (АНП) по результатам выборов 2005 года.
Совет представителей коммуны (нем. Gemeinderat) состоит из 19 мест.
- АНП занимает 16 мест.
- СДПА занимает 3 места.